# The FIELD OF VIEW BEST 2001 Limited Edition of Asia
『the FIELD OF VIEW BEST 2001 <Limited Edition of Asia>』（ザ・フィールド・オブ・ビュー・ベスト にせんいち リミテッド・エディション・オブ・アジア）は、台湾で発売されたthe FIELD OF VIEWのベストアルバム。

## 内容
2001年にファンクラブのインフォメーションなどで、台湾においてベスト盤がリリースされることがアナウンスされる。その際、ファンクラブでも入手に関するバックアップなどはできないとのことだった。基本的に日本では販売されていない。
the FIELD OF VIEWがZAIN RECORDSに復帰し「夏の記憶」がリリースされたのと同時期にリリースされた。
ジャケットは表が「夏の記憶」のものがそのまま使われ、白枠が付きタイトルが書かれ、裏は「君を照らす太陽に」をリリースした頃に撮影された写真が使われている。
中には中国語で書かれた歌詞カードやディスコグラフィー、アンケート用紙が入っている。

## 収録曲
1. 夏の記憶
作詞:小田佳奈子　作曲:猪島庄司　編曲:新津健二 ＆池田大介
18thシングル。アルバム初収録。
2. 君がいたから
作詞:坂井泉水　作曲:織田哲郎　編曲:葉山たけし
1stシングル。
3. 突然
作詞:坂井泉水　作曲:織田哲郎　編曲:葉山たけし
2ndシングル。
4. Last Good-bye
作詞:坂井泉水　作曲:多々納好夫　編曲:葉山たけし
3rdシングル。
5. DAN DAN 心魅かれてく
作詞:坂井泉水　作曲:織田哲郎　編曲:葉山たけし
4thシングル。
6. ドキッ
作詞:山本ゆり　作曲:浅岡雄也　編曲:葉山たけし
5thシングル。
7. Dreams
作詞:辻尾有佐　作曲織田哲郎　編曲:徳永暁人
6thシングル。
8. この街で君と暮らしたい
作詞・作曲:小松未歩　編曲:葉山たけし
7thシングル。
9. 渇いた叫び
作詞･作曲:小松未歩　編曲:小澤正澄
8thシングル。
10. Still
作詞:浅岡雄也　作曲:FIELD OF VIEW　編曲:FIELD OF VIEW＆徳永暁人
13thシングル。
11. 青い傘で
作詞:AZUKI七　作曲:大野愛果　編曲:FIELD OF VIEW＆徳永暁人
12thシングル。
12. めぐる季節を越えて
作詞･作曲:浅岡雄也　編曲:FIELD OF VIEW＆池田大介
9thシングル。
13. 秋風のモノクローム
作詞:小田佳奈子　作曲:多々納好夫　編曲:池田大介
16thシングル。アルバム初収録。
14. 冬のバラード
作詞:小田佳奈子　作曲:多々納好夫　編曲:池田大介
14thシングル。
15. 君を照らす太陽に
作詞:浅岡雄也　作曲:小田孝　編曲:FIELD OF VIEW＆池田大介
10thシングル。